# Центросоюз (шахта)
Ша́хта «Центросою́з» — угледобывающее предприятие в посёлке Комсомольское города Свердловск Луганской области, (Украина), входит в ГХК «Свердловантрацит». Официальное название ГОАО «Шахта „Центросоюз“».
Первые шахты начали работать в 1905 году.

## Характеристики
Фактическая добыча 1714/1230 тонн за сутки (1990/1999). В 2003 году добыто 511 тысяч тонн угля.
Максимальная глубина 930/450 м (1990—1999). Протяжённость подземных выработок 59,6-62,8 км (1990/1999).
В 1990—1999 годах разрабатывала пласт h9 мощностью 0,83/0,74 м, угол падения 20/23°.
Количество очистных забоев 2/1, подготовительных 7/3 (1990/1999).
Количество работающих: 1271/1064 чел., в том числе под землёй 946/741 человек (1990/1999).

## Адрес
94825, г. Свердловск, Луганская область, Украина.